# Athroisma lobatum
Athroisma lobatum là một loài thực vật có hoa trong họ Cúc. Loài này được (Klatt) Mattf. mô tả khoa học đầu tiên năm 1936.